# Олігарх (фільм)
«Олігарх» — кінофільм-драма 2002 року, знятий режисером Павлом Лунгіним за мотивами роману Юлія Дубова «Велика пайка». Виробництво Росія − Франція − Німеччина.

## Зміст
Історія життя. Росія. Останні два десятиліття. Час змін, що незворотно змінив країну й усіх нас. Академіки зубожіли, молодші наукові співробітники здобули неймовірні багатства й владу, стали всемогутніми олігархами. Історія кохання. Він був готовий покласти весь світ до її ніг. І міг собі це дозволити. Історія грошей. Гроші заробити можна. Навіть великі гроші. Та як потім залишитися серед живих?.. Історія успіху. За все треба платити. Історія великого бізнесу в Росії — це історія людей, які всього досягли. Та вони дорого заплатили за свій успіх. Хтось — дружбою, хтось — коханням, хтось — власним життям. Основні події й головні герої фільму не вигадані. Імена змінені. Деякі все ще живі.

## Ролі
| Актор                | Роль                     |
| -------------------- | ------------------------ |
| Марат Башаров        | Кошкін                   |
| Олександр Балуєв     | Корецький                |
| Валентин Варецький   | член Ради Безпеки        |
| Михайло Вассербаум   | Марк                     |
| Володимир Головін    | Ахмет                    |
| Володимир Гусєв      | Ломов                    |
| Владимир Кашпур      | Капітан                  |
| Наталія Коляканова   | Ніна                     |
| Андрій Краско        | слідчий Шмаков           |
| Володимир Машков     | Платон Маковський        |
| Марія Миронова       | Маша                     |
| Олександр Самойленко | Муса                     |
| Володимир Сальников  | дядько Гриша             |
| Володимир Стєклов    | Біленький                |
| Леван Учанейшвілі    | Ларі                     |
| Сергій Юшкевич       | Віктор                   |
| Фролов Сергій        | саксофоніст              |
| Марія Кузнєцова      | провідниця               |
| Тетяна Кузнєцова     | диктор ИТВ               |
| Катерина Жемчужна    |                          |
| Микола Сморчков      | мужик на дачі Біленького |

## Знімальна група
- Режисер — Павло Лунгін
- Автори сценарію — Олександр Бородянський, Павло Лунгін, Юлій Дубов
- Оператор — Олег Добронравов за участю Олексія Федорова
- Художник-постановник — Ігор Фролов за участю Володимира Філіппова
- Композитор — Леонід Десятников
- Звукорежисер — Ален Курвільє
- Директор картини — Олег Позднієв
- Виконавчий продюсер — Ерік Вайсберг